# Тоттон (футбольный клуб)
АФК Тоттон (англ. A.F.C. Totton) — футбольный клуб, базирующийся в городе Тоттон в графстве Хэмпшир, Англия. Клуб является членом Футбольной ассоциации Хэмпшира. В данный момент клуб выступает в Южной Национальной Лиге.

## История
Клуб был основан в 1886 году как Тоттон ФК. Они являются одними из основателей футбольной ассоциации Хэмпшира в 1887 году. В 1904 году они стали одними из основателей Лиги New Forest. После Первой Мировой Войны они входили в Старшую Лигу Саутгемптона Лигу New Forest. В сезоне 1920-21 клуб присоединился к Западной Лиге Хэмпшира.
30 декабря 1933 года Тоттон переехал на стадион Тествуд Парк. После Второй Мировой Войны клуб присоединился к Лиге Хэмпшира и играл в высшем дивизионе, пока не вылетел во второй дивизион в сезоне 1952-53, обратно они смогли вернуться только в сезоне 1959-60..
В 1975 году клуб объединился с Тоттон Атлетик. В сезоне 1979-80 клуб смог добиться повышения в первый дивизион Лиги Хэмпшира, после того как занял второе место во второй лиге Хэмпшира. Самым успешным сезоном Тоттона, можно назвать 1981-82, когда они впервые выиграли первый дивизион Лиги Хэмпшира, а также кубки Russell Cotes Cup, Hampshire Intermediate Cup, Southampton Senior Cup, Echo Trophy, и Reg Mathieson Trophy. В следующем сезоне клуб дебютирует в Кубке Англии, в четвёртом квалификационном раунде они были выбиты клубом Виндзор и Итон.

## Достижения

### Достижения в Лигах
- Южная лига Дивизион Юг и Запад
  - Победители: 2010-11
  - 2-е место: 2009-10
- Лига Уэссекса Премьер дивизион:
  - Победители: 2007-08
  - 2-е место: 2006-07
- Лига Хэмпшира Первый дивизион:
  - Победители: 1981-82, 1984-85
  - 2-е место: 1980-81, 1982-83, 1983-84, 1985-86
- Лига Хэмпшира Второй дивизион:[4]
  - Победители: 1930-31, 1966-67
  - 2-е место: 1979-80
- Западная лига Хэмпшира:[4]
  - Победители: 1924-25
- Лига Нью Форест:[4]
  - Победители: 1905-06, 1910-11, 1913-14, 1919-20, 1925-26, 1926-27, 1947-48, 1960-61, 1961-62

### Кубковые достижения
- ФА Ваза
  - Финалисты:2006-07
- Старший кубок Хэмпшира:[5][6]
  - Победители: 2009-10, 2010-11
  - Финалисты: 2011-12
- Кубок Рассел Котс:[1][4][5]
  - Победители: 1938-39, 1981-82, 1998-99
- Старший кубок ассоциации Саутгемптона:[7]
  - Победители: 1928-29, 1929-30, 1946-47, 1980-81, 1981-82
- Кубок лиги Уэссекса:[1]
  - Победители: 1989-90, 2002-03, 2005-06
- Эхо Трофи:[1]
  - Победители: 1981-82
- Рэг Мэтисон Трофи:[1]
  - Победители: 1981-82
- Промежуточный кубок Хэмпшира:[4]
  - Победители: 1946-47, 1966-67, 1981-82, 1982-83
- Младший кубок Хэмпшира:[4]
  - Победители: 1913-14
- Кубок вызова лиги Нью Форест:[4]
  - Победители: 1905-06
- Благотворительный кубок Перкинса:[4]
  - Победители: 1909-10, 1912-13, 1913-14, 1926-27, 1957-58, 1960-61